# Jevgenyij Vasziljevics Trefilov
Jevgenyij Vasziljevics Trefilov (oroszul: Евгений Васильевич Трефилов; Bezlesznij, Uszty-labinszki járás 1955. szeptember 4. –) orosz kézilabdázó, edző.

## Pályafutása
Trefilov nem túl jelentős játékos pályafutást tudhat maga mögött, ez alatt három csapatban, az Urocsaj Krasznodar, a Gyinamo Asztrahan és a SZKIF Krasznodar mezét viselte. Legnagyobb sikere az 1983-as szpartakiádon nyert bronzérem.
1984 és 1990 között a Kubany Krasznodar edzője volt, mely a vezetésével 1989-ben bajnoki címet nyert. 1992-től két évig a női Rosszijanka Volgograd csapatát irányította, majd 1993-tól 1995-ig a nöi válogatott mellett dolgozott másodedzőként. Később irányította a junior válogatottat, majd 1997-től egy éven át a férfi válogatott segédedzőjeként dolgozott, amely 1997-ben világbajnokságot nyert.
1998-ban Trefilov az AGU – Adiif Majkop női csapatánál vállalt munkát, majd egy évvel később átvette a Lada Togliatti irányítását, akikkel 2002 és 2006 között öt bajnoki címet, 2002-ben pedig Kupagyőztesek Európa-kupáját nyert. 2006-ban a Zvezda Zvenyigorod edzője lett, irányításával a Zvezda 2007-ben bajnok és EHF-kupa győztes, egy év múlva pedig Bajnokok Ligája győztes lett. 2008-ban visszatért a Ladához és 2012-ben újra EHF-kupát nyert az együttessel. 2012 decemberében egészségi problémák miatt ideiglenesen felhagyott az edzősködéssel. 2013 júliusában tért vissza és átvette a Kubany Krasznodar csapatát. 2016 januárjában távozott a Kubanytól, mivel csapata tartozott neki, majd átvette az Asztrahanocska Asztrahany kispadját és bajnoki címet nyert velük a 2015-2016-os idényben, majd visszatért előző klubjához.
Trefilov 1998. december 28-án lett először a női válogatott szövetségi kapitánya. 2001 és 2009 között négy világbajnoki címet szerzett a szbornajával, valamint 2006-ban Európa-bajnoki, 2008-ban pedig olimpiai ezüstérmet szerzett. 2012 szeptemberében lemondott pozíciójáról, de a szövetség egy év múlva újra őt nevezte ki a válogatott élére. A 2016-os olimpián vezetésével bajnoki címet szerzett az orosz nemzeti csapat. 2019 nyaráig állt az orosz válogatott élén, a 2018-as női kézilabda-Európa-bajnokságon ezüstérmes lett a csapattal.
Trefilov híres diktatórikus, ellentmondást nem tűrő módszereiről.

## Külső hivatkozások
- Életrajza az orosz szövetség honlapján